# Oraristrix brea
Oraristrix brea — викопний вид сов, що мешкав у кінці плейстоцену у Північній Америці. Скам'янілі рештки виду знайдені у смоляних ямах формації Ранчо Ла Бреа в місті Карпінтерія в штаті Каліфорнія, США. Пропорції крил та ніг вказують на наземний спосіб життя.